# Pojixás
Os Pojixás são um grupo indígena que atualmente se identifica como crenaque, mas que no passado foram chamados de botocudos.

## Pojichás em Itambacuri
Agradecimento
Deixamos aqui consignados os nossos agradecimentos a Frei Agostinho (Ramiro Francisco das Neves) que, com seu entusiasmo e espírito científico, localizou alguns remanescentes Botocudos no município de Itambacuri, Minas Gerais, e, possibilitando-nos o contato com eles, motivou o surgimento deste trabalho.
Em 1958, a linguista Loraine Bridgeman do Summer Institute of Linguistics registrou a língua de dois falantes de Nakrehé e, finalmente, em 1973 e 1974, as autoras deste trabalho tiveram a oportunidade de registrar o que três velhos Botocudos de Itambacuri lembravam da língua que em sua infância ainda era falada regularmente na região. Embora bastante reduzida a memória tribal, todos recordavam os tempos do aldeamento e se revelaram informantes desejosos de compartilhar o que restava da sua língua nativa. Um deles, Zé Pereira, particularmente cioso e alfabetizado, tinha transcrito todas as palavras de que se lembrava em grafia portuguesa, conforme mostra o documento anexo (Quadro II). Pág. 16
Vocabs. (15-16) 	Charlotte Emmerich & Ruth Monserrat, Notícia sobre remanescentes dos índios Botocudos no Estado de Minas Gerais, inédito, Museu Nacional, 1973.
Em 1973 e 1974 as autoras do presente trabalho, informadas da existência de remanescentes Botocudos no município de Itambacuri, Minas Gerais, estiveram naquela localidade a fim de contatar possíveis informantes. Havia somente três velhos: Zeferina da Rocha Potén, de 83 anos, Zé Pereira, com cerca de 60 anos, que veio a falecer no ano seguinte. Do outro informante, Chico Bugre, obtivemos informações escassas, visto Ter ele esquecido, quase totalmente, a língua indígena. Com Zeferina foi-nos possível coletar cerca de 170 itens lexicais, que ela lembrava, e umas duas dezenas de frases soltas. Dizia-se pertencente ao grupo Pojichá, mas seu nome é Potén, denominação de outro grupo Botocudo. Zé Pereira dizia-se igualmente Pojichá. Com ele conseguimos elicitar 112 palavras. Além disso, ele forneceu-nos uma lista de 99 palavras escritas, escritas de próprio punho (cf. Quadro II).  Pág. 23
Fonte: EMMERICH, Charlotte & MONSERRAT, Ruth. Sobre os Aimorés, Krens e Botocudos. Notas Linguísticas. Boletim do Museu do Índio, N° 3. Rio de Janeiro, FUNAI, out. 1975.

## ver também
Krenak
Aranã
Mokuriñ